# John Paul Jones
John Paul Jones' (rojen John Paul; 6. julij 1747 – 18. julij 1792) je bil na Škotskem rojeni mornariški častnik, ki je služil v kontinentalni mornarici med ameriško revolucionarno vojno. Jones, ki ga pogosto imenujejo "oče ameriške mornarice", ga številni komentatorji imajo za enega največjih pomorskih poveljnikov v vojaški zgodovini Združenih držav. Jones se je rodil v Arbiglandu v Kirkcudbrightshireu in pri trinajstih letih postal mornar ter služil na več različnih trgovskih ladjah, vključno z ladjami za prevoz sužnjev. Potem, ko je ubil uporniškega podrejenega, je pobegnil v britansko kolonijo Virginijo, da bi se izognil aretaciji, in se leta ok. 1775 pridružil novo ustanovljeni kontinentalni mornarici.
Med vojno, ki je sledila z Veliko Britanijo, je Jones sodeloval v več pomorskih spopadih z kraljevo mornarico. Vodil je pomorsko kampanjo v Irskem in Severnem morju, kjer je napadal britanske pomorske in trgovske ladje ter druge civilne cilje. V okviru kampanje je napadel angleško mesto Whitehaven, zmagal v pomorskem dvoboju v Severnem Rokavskem prelivu in zmagal v bitki pri Flamborough Headu, s čimer si je pridobil mednarodni sloves. Leta 1787 je Jones ostal brez poveljstva in se pridružil ruski imperialni mornarici in se povzpel do čina kontraadmirala. Vendar pa so Jonesa po obtožbi posilstva mladoletnice prisilili, da zapusti rusko mornarico in kmalu je umrl v Parizu v starosti 45 let. Jones je bil prostozidar in si je pridobil veliko prijateljev med ameriškimi političnimi elitami, vključno z Johnom Hancockom, Thomasom Jeffersonom in Benjaminom Franklinom.